# Eudiscoelius viridipes
Eudiscoelius viridipes är en stekelart som först beskrevs av Cameron 1911.  Eudiscoelius viridipes ingår i släktet Eudiscoelius och familjen Eumenidae. Inga underarter finns listade i Catalogue of Life.